# Symcha Binem Motyl
Symcha Binem Motyl (ur. w 1909 w Gostyninie, zm. 20 września 1973) – polski autor wspomnień z czasów II wojny światowej pochodzenia żydowskiego.

## Życiorys
Pochodził z Gostynina. Jego ojciec był handlarzem zbożem. Motyl miał dwóch braci. W rodzinnej miejscowości ukończył szkołę powszechną, a następnie powszechne gimnazjum męskie. Po ukończeniu gimnazjum wyjechał do Warszawy, gdzie podjął pracę w Związku Żydowskich Kupieckich Stowarzyszeń Spółdzielczych z siedzibą w Warszawie. W 1935 poślubił Nechę (Nadzię) z domu Damazer, córkę działacza społecznego Benjamina Damazera. 13 maja 1936 roku przyszła na świat córka Motyla, Lidia.
Podczas okupacji niemieckiej w trakcie II wojny światowej znalazł się w getcie warszawskim. W getcie Motyl zajmował się przemytem i szmuglem. W trakcie wielkiej akcji deportacyjnej w getcie warszawskim z lata 1942 roku, uniknął wraz z żoną deportacji do obozu zagłady w Treblince, dzięki zatrudnieniu w tzw. szopie szczotkarzy. Mimo podejmowanych starań Motylowi nie udało się jednak ocalić córki Lidii, która została wykryta w kryjówce przy ul. Miłej 52 i zamordowana. Po zakończeniu wielkiej akcji deportacyjnej, Motyl powrócił do działalności szmuglerskiej, a dzięki kontaktom po tzw. aryjskiej stronie zdołał ukryć tam swoją żonę.
Niespodziewanie 19 kwietnia 1943 w wigilię żydowskiego święta Pesach, Motyla odwiedziła w getcie żona i wtedy też zastał ich oboje wybuch powstania w getcie warszawskim. Motylowie ukrywali się wówczas w bunkrach szczotkarzy, a po wykryciu zostali wyprowadzeni na Umschlagplatz i trafili do transportu na Majdanek, z którego jednak zdołali zbiec i powrócić do Warszawy. Za namową znajomego, krótko później zgłosili się do Hotelu Polskiego, gdzie pozyskali tzw. certyfikat palestyński. W ramach tzw. sprawy Hotelu Polskiego trafili do transportu, do obozu koncentracyjnego Bergen-Belsen. 7 kwietnia 1945 zostali wywiezieni z Bergen-Belsen i kilka dni później wyzwoleni w okolicach Magdeburga.
Po zakończeniu wojny przebywali we Francji, a następnie w Belgii, gdzie osiedli na stałe. W 1947 przyszedł na świat syn Symchy i Nechy Motylów, Pierre. W 1963 roku, Motylowie zostali naturalizowanymi obywatelami Belgii. W tym samym roku po raz pierwszy od czasów wojny, odwiedzili Polskę.
Zmarł 20 września 1973 w wyniku tętniaka mózgu.

## Wspomnienia i upamiętnienie
Spisane po wojnie przez Symchę Binama Motyla wspomnienia z okresu okupacji niemieckiej w tym z czasów powstania w getcie warszawskim i pobytu w obozie Bergen-Belsen zostały wydane w ramach serii wydawniczej Biblioteka Świadectw Zagłady przez Centrum Badań nad Zagładą Żydów w 2011.
W 2023 został jednym z bohaterów prezentowanej w Muzeum Historii Żydów Polskich Polin, wystawy pt. „Wokół nas morze ognia. Losy żydowskich cywilów podczas powstania w getcie warszawskim”. Jego postać pojawiła się także na muralu towarzyszącym wystawie, który prezentowany był przy wejściu na stację Centrum.